# Hammerfall

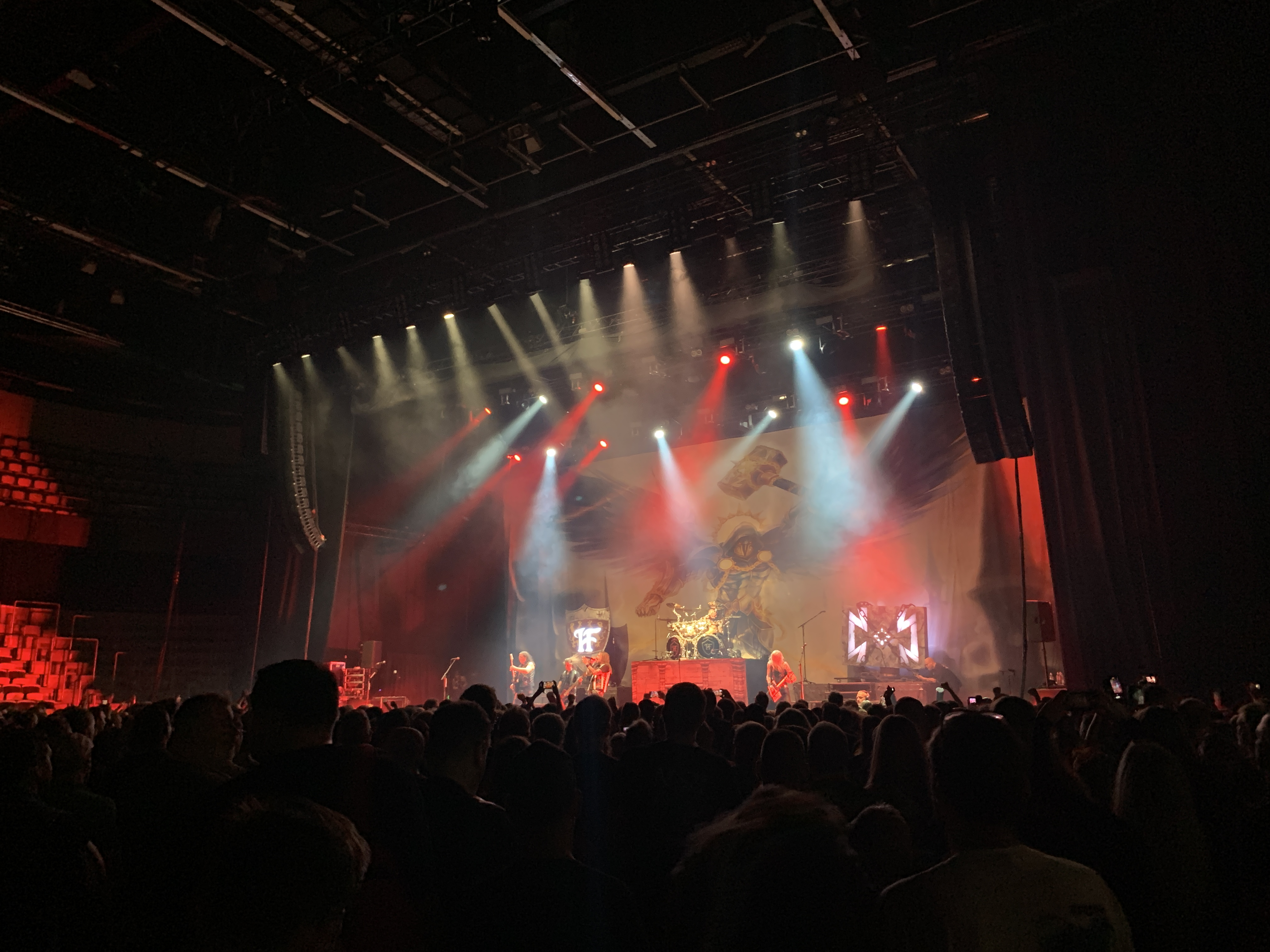
Hammerfall vid Partille Arena den 9 september 2023.

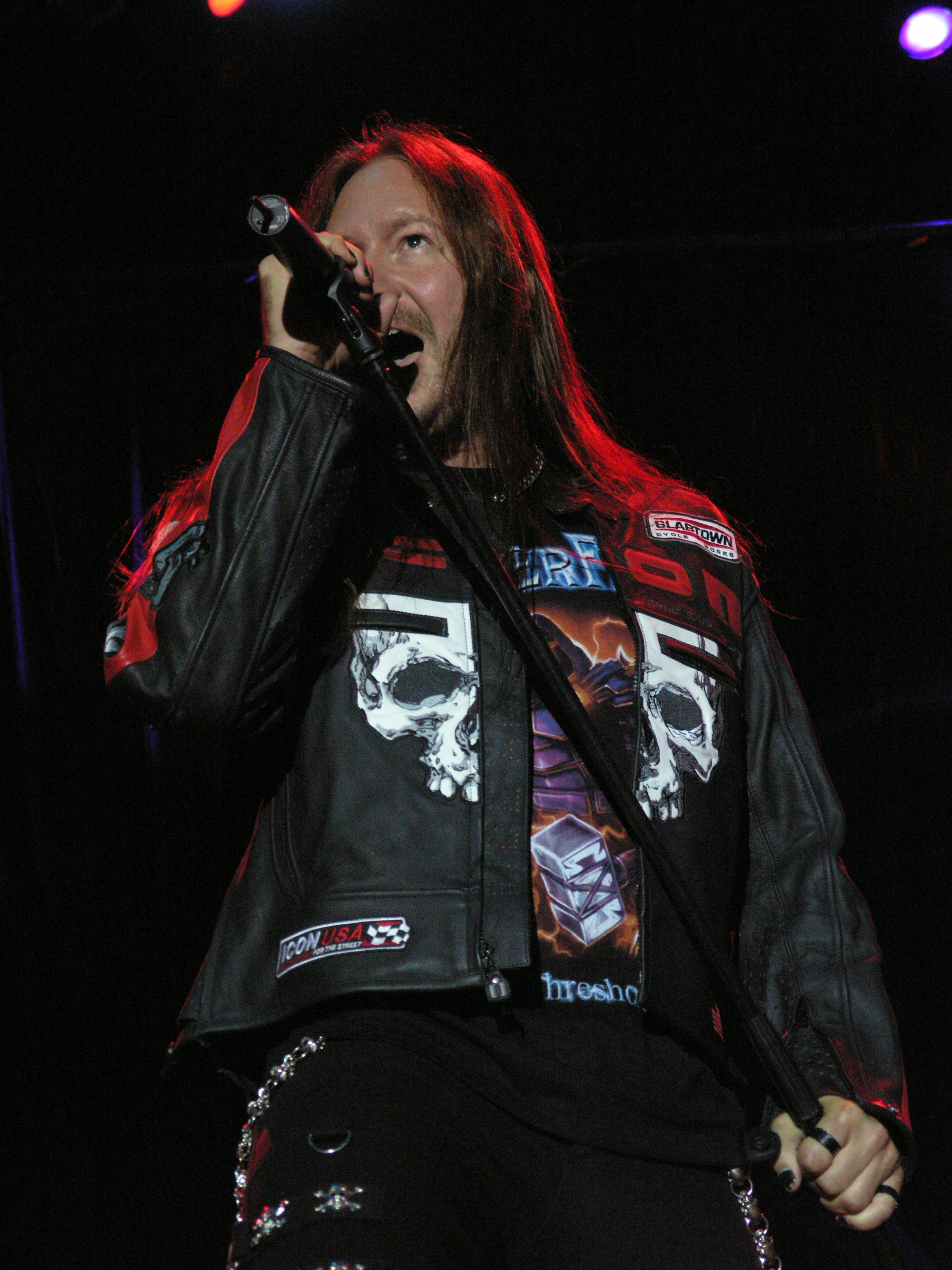
Joacim Cans, Masters of Rock 2007.

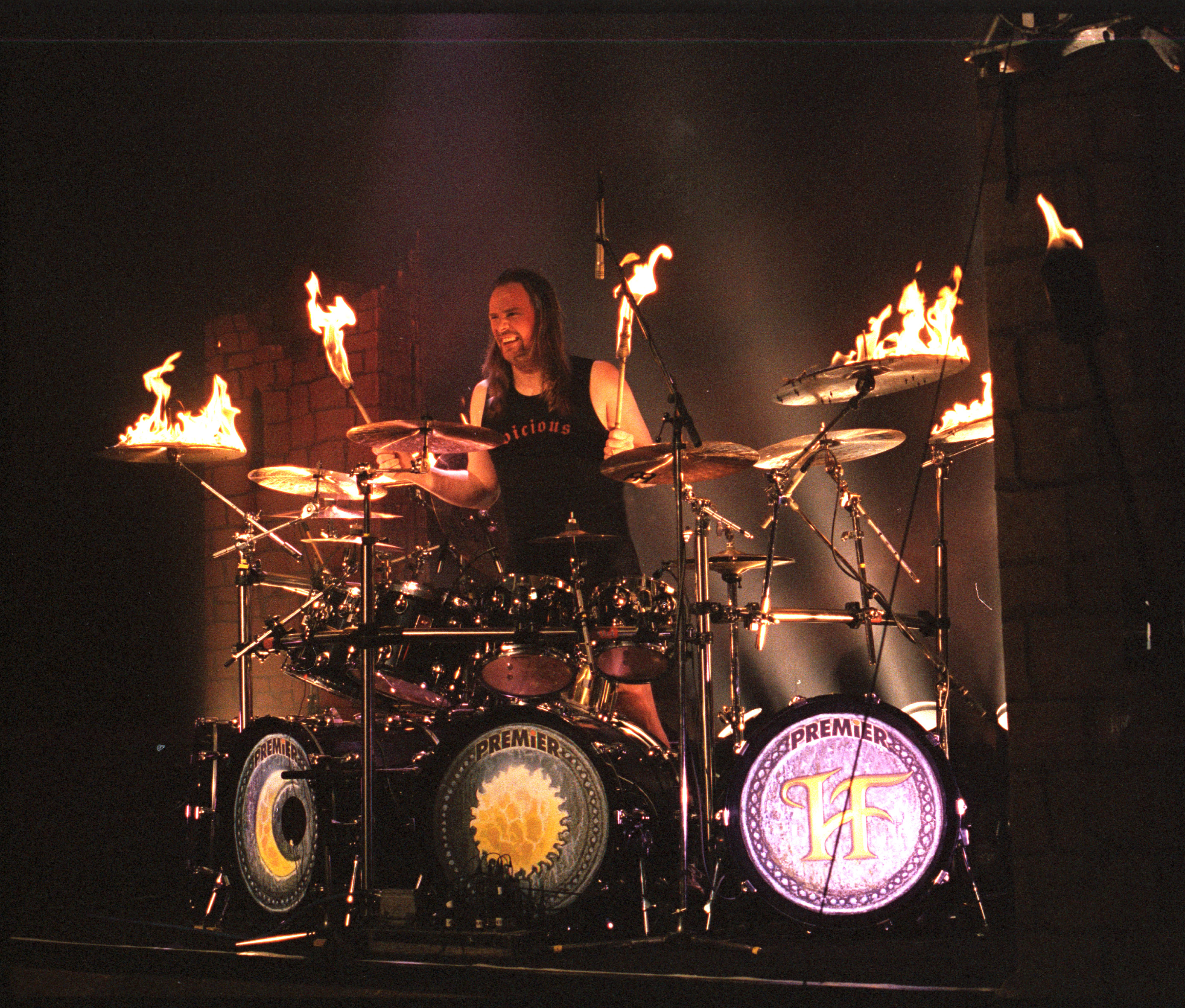
Anders Johansson 2012.

Hammerfall (ofta skrivet HammerFall) är ett svenskt hårdrocksband från Göteborg som bildades 1993. Debutalbumet Glory to the Brave gavs ut 1997.

## Historia

### Bandets början (1993–1996)
Hammerfall startades 1993 av Oscar Dronjak. Han hade detta år slutat i dödsmetallbandet Ceremonial Oath, där han varit frontman och låtskrivare. Med Hammerfall ville han göra klassisk heavy metal, inklusive scenklädseln läder och nitar. Namnet Hammerfall hittade Dronjak i boken Knackarna av Stephen King. Inspirationen att skriva det HammerFall med stort F kom från wrestling-världen.
Till de första repen tog Dronjak hjälp av sin gymnasiekompis Hans Nilsson på trummor och sin kusin Henrik Nordqvist på gitarr. I replokalen spelade de låten "Steel Meets Steel", som Dronjak påbörjat för Ceremonial Oath men som istället blev den första Hammerfall-låten. Under samma period startade Hans Nilsson dödsmetallbandet Crystal Age, där Dronjak blev medlem. I Crystal Age ingick även basisten Fredrik Larsson, som senare skulle bli medlem även i Hammerfall. Crystal Age blev huvudfokus och Hammerfall blev ett sidoprojekt.
Under 1993 försökte Dronjak hitta bandmedlemmar till Hammerfall. Som trummis och bidragande låtskrivare anslöt Jesper Strömblad, som tidigare varit med i Ceremonial Oath och nu hade startat In Flames. Övriga bandmedlemmar blev Mikael Stanne (sång) och Niklas Sundin (gitarr) från Dark Tranquillity, och Glenn Larsson från In Flames. Efter livedebuten -94 hade Johan Larsson lämnat bandet och ersatts av Glenn Ljungström (också från In Flames). Efter Rockslaget -95 hade Niklas Sundin lämnat, och ersatts av Glenn Ljungström tog över på gitarr medan Fredrik Larsson anslöt som ny basist. Bandets första liveframträdande var som tävlande i Göteborgs årliga musiktävling Rockslaget på Musikens Hus den 26 mars 1994. De enda efterföljande liveframträdandena under 1995 och 1996 var i Rockslaget. -94 och -95 gick Hammerfall inte vidare från sin deltävling, men -96 blev de utvalda till semifinal.
Eftersom Mikael Stanne inte kunde närvara vid semifinalen i Rockslaget -96 (eftersom han skulle åka på turné med Dark Tranquillity) behövde Hammerfall på kort varsel hitta en tillfällig vikarie på sång. De fick tag på Joacim Cans. Dronjak och Strömblad arbetade just då med den nya låten "Unchained", och Cans kom att ganska omgående bidra med text och sångmelodi vilket gjorde honom till bandets tredje låtskrivare. Enligt Dronjak var samarbetet med Cans så starkt redan från första stund att det föll sig naturligt att han inte skulle bli Stannes vikarie utan permanenta ersättare. Framträdandet i Rockslagets semifinal -96 (med låtarna "Steel Meets Steel", "HammerFall" och nyskrivna "Unchained") ledde inte till finalplats, men filmades och skickades till Dronjaks kontakt på det nederländska skivbolaget Vic Records som gett ut Crystal Ages skiva. Skivbolagskontakten nappade och bandet fick spela in fullängdsalbumet Glory to the Brave, som kom att ges ut av tyska Nuclear Blast.

### Glory to the Brave (1997)
För att studioinspelningen skulle hålla så hög kvalitet som möjligt bestämde sig låtskrivaren Jesper Strömblad för att avstå från att själv spela trummorna, eftersom han inte ansåg sig duga som mer än livetrummis. Som studiotrummis inhyrdes istället Patrik Räfling. Strömblad bidrog istället med några gitarrsolon. Andra gästmusiker var Stefan Elmgren (gitarr), Mats Hansson (gitarr), Niklas Isfält (bakgrundssång) och Peter Stålfors (låtskrivare på "I Believe").
Albumet släpptes den 27 juni 1997 och blev en omedelbar kritiker- och publiksuccé, särskilt i Tyskland. Albumet Grammis-nominerades i Sverige. När Hammerfall detta år började bokas in på stora festivaler och turnéer blev Patrik Räfling (trummor), Stefan Elmgren (gitarr) och Magnus Rosén (bas) de fasta bandmedlemmarna utöver Dronjak och Cans. Jesper Strömblad kvarblev som låtskrivare.

### Legacy of Kings till Threshold (1998–2006)
Det andra albumet Legacy of Kings kom 1998 och det tredje, Renegade kom 2000. Till Renegade hade Patrik Räfling ersatts av Anders Johansson (tidigare i bl.a. Yngwie Malmsteens Rising Force). Konstellationen Dronjak-Cans-Elmgren-Rosén-Johansson var intakt till 2007 och gjorde albumen Crimson Thunder (2002), Chapter V: Unbent, Unbowed, Unbroken (2005) och Threshold (2006). Jesper Strömblad medverkade som låtskrivare t.o.m. Renegade.
Den 6 mars 2007 meddelade Magnus Rosén att han skulle lämna bandet och den 10 april meddelades det att den tidigare basisten Fredrik Larsson återkommit som Roséns ersättare.
Samlingsalbumet Steel Meets Steel – Ten Years Of Glory gavs ut 12 oktober 2007. Där ingick den nya låten "The Abyss" som användes av Mora IK:s hockeylag under säsongen 2006/2007, samt de två nya låtarna "Restless Soul" och "Last Man Standing".

### No Sacrifice, No Glory till (r)Evolution (2009–2014)
Den 2 april 2008 meddelade bandets gitarrist Stefan Elmgren att han lämnar Hammerfall för att på arbeta heltid som pilot. Ersättare blev Pontus Norgren från The Poodles, vilket meddelades den 21 april 2008. 2009 kom albumet No Sacrifice, No Victory och 2011 kom albumet Infected.
Under 2013 tog bandet en paus. 2014 släpptes albumet (r)Evoution.
Den 9 oktober 2014 meddelade Anders Johansson att han lämnade Hammerfall. Ersättare blev David Wallin från Pain.

### Built to Last till Hammer of Dawn (2016–2022)
Konstellationen Dronjak-Cans-Norgren-Larsson-Wallin har gjort albumen Built to Last (2016), Dominion (2019) och Hammer of Dawn (2022).
David Wallin valde att sluta i bandet 2016 och ersattes av Johan Kullberg, men Wallin återkom redan 2017.

## Samarbeten
Flera av Hammerfalls skivomslag har gjorts av Samwise Didier som är designer för Warcraft hos Blizzard.
Inför OS i Turin 2006 gjorde Hammerfall en musikvideo för Hearts On Fire med Sveriges damlandslag i curling (lag Norberg).
Inför Europamästerskapen i friidrott 2006 i Göteborg gjorde Hammerfall en musikvideo för The Fire Burns Forever med svenska friidrottslandslaget.
Den 28 juli 2012 presenterades rödvinet "HammerFall - Crimson XII". Vinet saluförs av Vinolin Hoheisel Wine Agency i Falköping och är ett italienskt Barbera d'Asti från Cantina Sant'Evasio i Piemonte. Vinet släpptes i samband med bandets konsert på Dalhalla i Rättvik.

## Tv-deltaganden
2003 tävlade Hammerfall i TV4:s Fångarna på fortet, som vid denna tid hette Fortet. Laget bestod av Anders Johansson (lagledare), Joacim Cans, Oscar Dronjak, Stefan Elmgren. De slutade på 2:a plats i säsongen. 2011 tävlade Hammerfall igen i Fångarna på fortet, denna gång med laguppställningen Joacim Cans (lagledare), Oscar Dronjak, Fredrik Larsson och Pontus Norgren.
I SVT:s hyllningsprogram Alla tiders Melodifestival 2005 framförde Hammerfall Roger Pontares När vindarna viskar mitt namn.

## Medlemmar

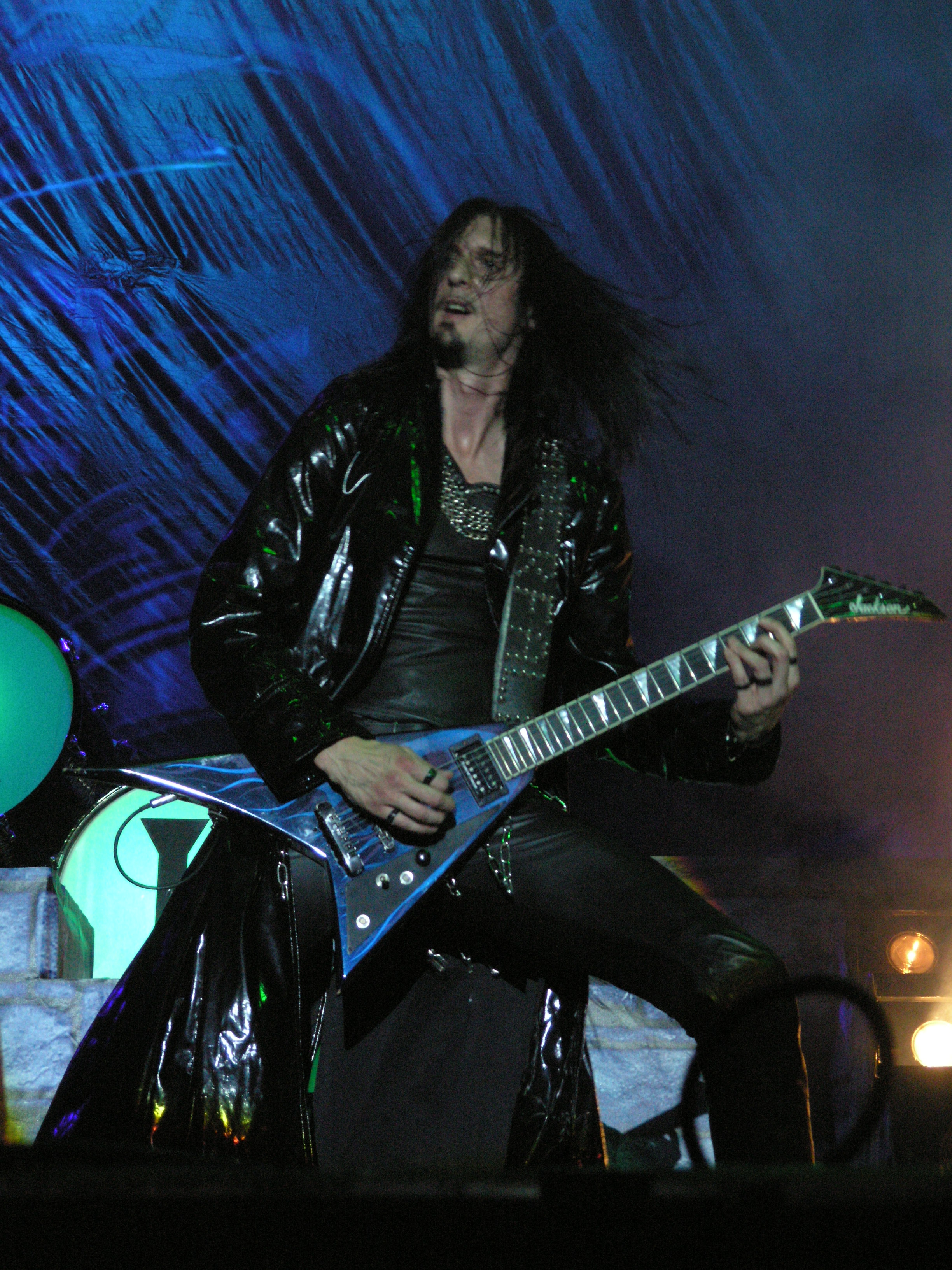
Oscar Dronjak, Masters of Rock 2007.

### Nuvarande medlemmar
- Oscar Dronjak – gitarr (1993– )
- Fredrik Larsson – basgitarr (1994–1997, 2007– )
- Joacim Cans – sång (1996– )
- Pontus Norgren – gitarr (2008– )
- David Wallin – trummor (2014–2016, 2017– )

### Tidigare medlemmar
- Hans Nilsson – trummor (1993)
- Hans Nordqvist – gitarr (1993)
- Jesper Strömblad – trummor (1993–1997)
- Patrik Räfling – trummor (1997–1999)
- Johan Larsson – basgitarr (1993–1994)
- Niklas Sundin – gitarr (1993–1995)
- Glenn Ljungström – gitarr (1995–1997)
- Mikael Stanne – sång (1993–1996)
- Magnus Rosén – basgitarr (1997–2007)
- Stefan Elmgren – gitarr (1997–2008)
- Anders Johansson – trummor (1999–2014)
- Johan Kullberg – trummor (2016–2017)

### Turnerande medlemmar
- Pontus Egberg – basgitarr (2012)
- Stefan Elmgren – basgitarr (2014–2015)

## Diskografi

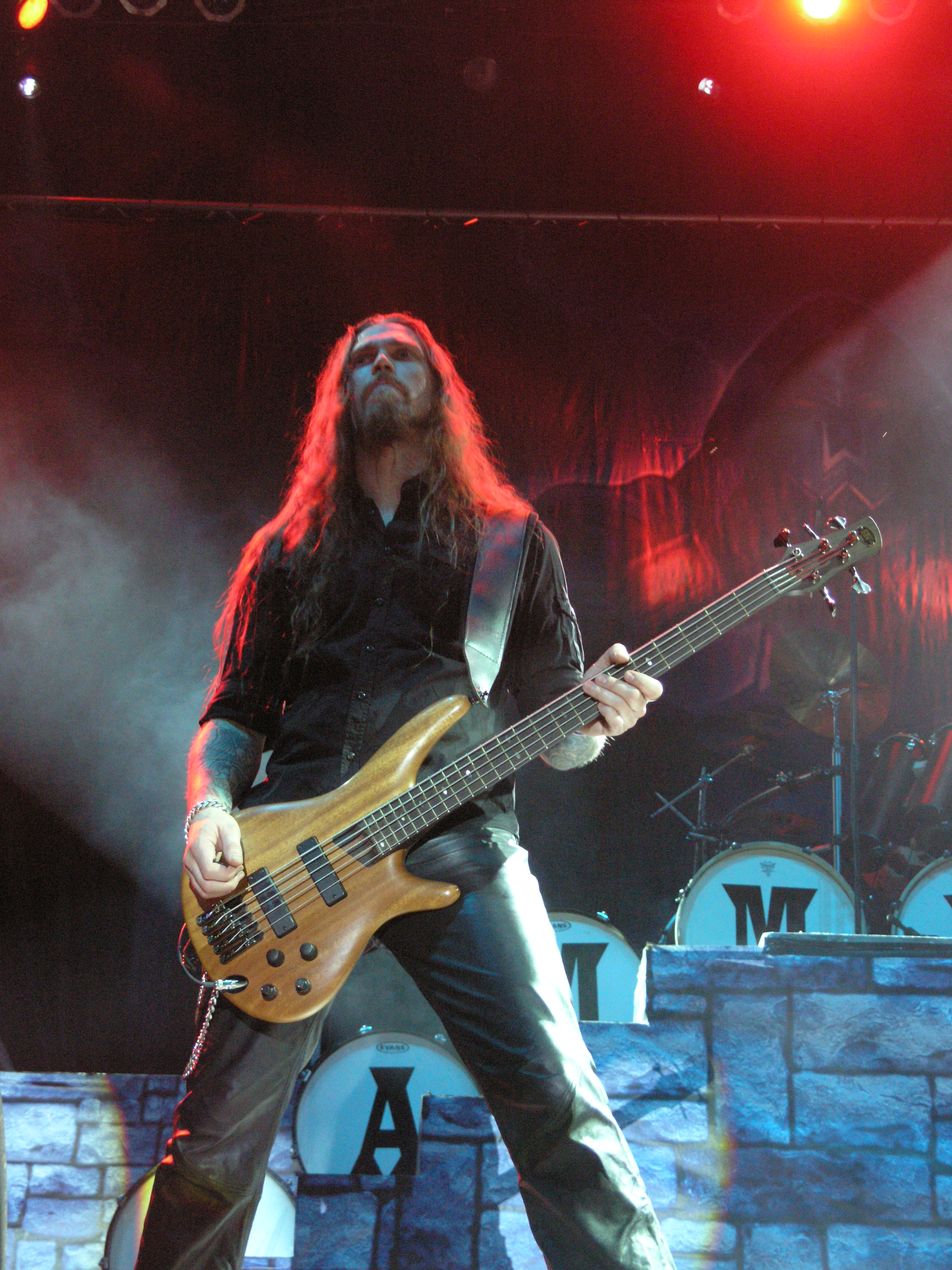
Fredrik Larsson återkom 2007 till Hammerfall.

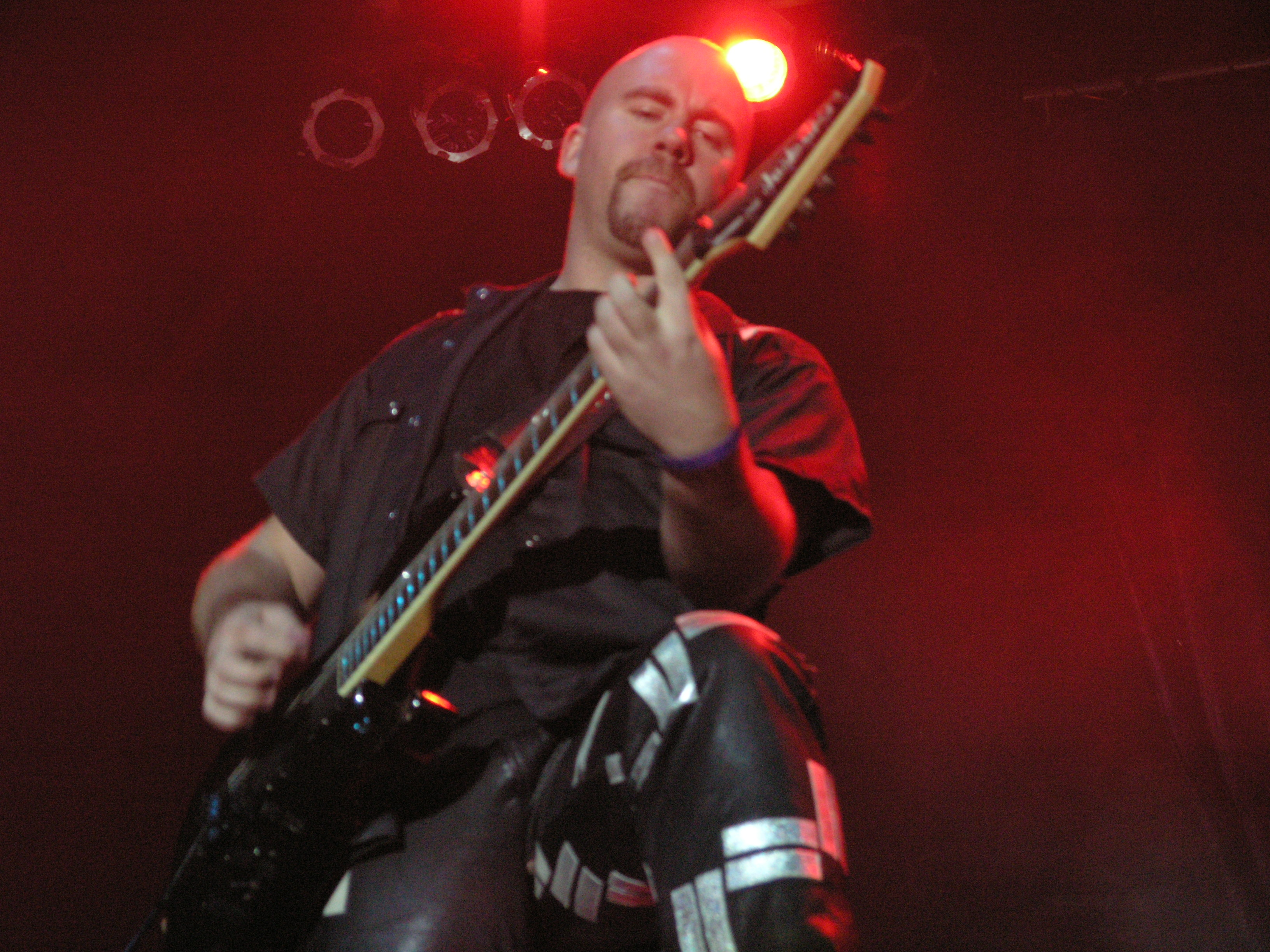
Stefan Elmgren, Masters of Rock 2007, lämnade bandet 2008.

### Studioalbum
- 1997 – Glory to the Brave
- 1998 – Legacy of Kings
- 2000 – Renegade
- 2002 – Crimson Thunder
- 2005 – Chapter V: Unbent, Unbowed, Unbroken
- 2006 – Threshold
- 2009 – No Sacrifice, No Victory
- 2011 – Infected
- 2014 – (r)Evolution
- 2016 – Built to Last
- 2019 – Dominion
- 2022 – Hammer of Dawn
- 2024 – Avenge The Fallen

### Livealbum
- 2003 – One Crimson Night
- 2020 – Live! Against the World

### EP
- 2009 – Any Means Necessary

### Singlar
- 1997 – "Glory to the Brave"
- 1998 – "Heeding the Call"
- 1999 – "I Want Out"
- 2000 – "Renegade"
- 2001 – "Always Will Be"
- 2002 – "Hearts on Fire"
- 2005 – "Blood Bound"
- 2006 – "The Fire Burns Forever"
- 2006 – "Natural High"
- 2007 – "Last Man Standing"
- 2009 – "Any Means Necessary"
- 2010 – "My Sharona"
- 2011 – "One More Time"
- 2011 – "Send Me a Sign"
- 2011 – "B.Y.H."
- 2014 – "Bushido"
- 2014 – "Hector's Hymn"
- 2016 – "The Sacred Vow"
- 2016 – "Hammer High"
- 2019 – "(We Make) Sweden Rock"
- 2019 – "One Against The World"
- 2020 – "Second to One"
- 2021 – "Hammer Of Dawn"
- 2022 – "Venerate Me"
- 2022 – "Brotherhood"
- 2024 – "Hail to the king"

### Samlingsalbum
- 2007 – Steel Meets Steel – Ten Years of Glory (2CD)
- 2008 – The Vinyl Single Collection (4x7" vinyl box)
- 2008 – Masterpieces

### Videor
- 1999 – The First Crusade (VHS)
- 2002 – The Templar Renegade Crusades (DVD)
- 2003 – One Crimson Night (DVD)
- 2008 – Rebels with a Cause – Unruly, Unrestrained, Uninhibited (DVD)
- 2012 – Gates of Dalhalla (DVD)

## Maskot
Gruppens maskot heter Hector. Han framställs som en riddare som har en sol på högra bröstet och en halvmåne på vänstra bröstet. Hans vapen är en hammare och han bär även bandets vapensköld, han har även sin bok som innehåller bandets alla låttexter. Han har också två hammare, en åsk och en eld som han dock inte använder så ofta.